# 吉田成樹
吉田 成樹（よしだ しげき、1974年5月3日 - ）は、日本のイベントプロデューサー兼演出家、ショーデザイナー。仕事上は、吉田シゲキ名義。神奈川県藤沢市生まれの横浜市育ち。株式会社MONOVAS。血液型はB型。

## 来歴・人物
- 本名は吉田成樹。仕事上は「吉田シゲキ」名義で活動している。
- 神奈川県藤沢市で生まれ、横浜市で育つ。
- 制作・演出プロダクションである株式会社MONOVAS代表。
- 現在はスポーツイベント、コンサート、ファッションショー、ブランドパーティー、などを数多く制作・演出している。
- T.M.Revolution 西川貴教 と親交があり、正月に行われている武道館公演（2011年 - 2014年）の演出を担当。
- 日本財団パラリンピックサポートセンタークリエイティブアドバイザー（2017年7月〜2021年）
- 日本財団ボランティアサポートセンタークリエイティブディレクター（2018年1月〜2021年）
- 2022年11月 益うどん DEKETACHI 開業
- 2024年4月 株式会社MONOVAS 設立 代表取締役

## 実績
コンサート・イベント
- 横綱 白鵬 結婚式 制作・演出（2010年）
- T.M.Revolution 西川貴教 NEW YEAR PARTY 企画・演出（2011年 - 2014年）
- TOKYO MUSIC CRUISE 演出（2016年〜現在）
- イ・ビョンホン JAPAN TOUR「LBH ON TOUR 」 総合演出（2014年〜現在）
- パラリンピックイベント「パラフェス 」 総合演出（2016年〜2022年）※日本財団パラリンピックサポートセンター主催
- 2020年東京パラリンピック関連 イベント、競技大会スポーツプレゼンテーション 演出 多数
- その他、企業イベント、コンサート多数

クリエイティブ
- 2018年平昌パラリンピック 映像「The Change Maker」 クリエイティブディレクター
- 東京2020オリンピック・パラリンピック ボランティアコンセプトムービー「#2年後の夏」 クリエイティブディレクター